# Подсолтовский сельсовет
Подсолтовский сельсовет — административная единица на территории Мстиславского района Могилёвской области Белоруссии. Административный центр - агрогородок Подсолтово.

## История
Создан 20 августа 1924 в составе Мстиславского района. В 2013 году в состав сельсовета вошли населённые пункты упразднённого Раздельского сельсовета.

## Состав
Подсолтовский сельсовет включает 30 населённых пунктов:
- Белый Мох — деревня.
- Бель — деревня.
- Березетня — деревня.
- Богатьковка — деревня.
- Булино — деревня.
- Вышово — деревня.
- Глинье — деревня.
- Даниловск — деревня.
- Залесье — деревня.
- Заньковщина — деревня.
- Ионы — деревня.
- Иртищево — деревня.
- Каменка — деревня.
- Курманово — агрогородок.
- Крутая — деревня.
- Лужки — деревня.
- Милейково — деревня.
- Нестерово — деревня.
- Осиновка — деревня.
- Пацково — деревня.
- Подсолтово — агрогородок.
- Путяты — деревня.
- Раздел — деревня.
- Рубановка — деревня.
- Свердлово — деревня.
- Селищи — деревня.
- Славное — деревня.
- Соколово — деревня.
- Старина — деревня.
- Шамово — деревня.

Упразднённые населённые пункты на территории сельсовета:
- Чапуркино— деревня.

## Население
Население сельсовета согласно переписи 2009 года (11 населённых пунктов) — 1323 человека, из них 93,3 % — белорусы, 6,0 % — русские, 0,6 % — украинцы.

## Инфраструктура
На территории сельсовета находится сельскохозяйственное предприятие ОАО «Натопа – Агро», учреждения образования: ГУО «Подсолтовский УПК д/с-СШ», ГУО «Курмановский УПК д/с – СШ».

## Культура
- Литературный дом-музей Максима Горецкого в д. Малая Богатьковка